# The Institute (Computerspiel)
The Institute ist ein Computerspiel der US-amerikanischen Firma Screenplay (früher: MedSystems) aus dem Jahr 1983. Es gehört zum Genre der Textadventures mit Grafiken. Eine Vorgängerversion ohne Grafiken wurde 1981 ebenfalls unter dem Titel The Institute veröffentlicht.

## Handlung
Die Handlung spielt in einer Einrichtung namens The Institute, die einem psychiatrischen Krankenhaus ähnelt. Der Spieler in der Rolle des Patienten John versucht, aus der Psychiatrie zu entkommen. Ein mysteriöser Arzt will ihn daran hindern. Hinweise für seine Flucht erhält der Spieler in mehreren halluzinatorischen Träumen, wo er jeweils bizarren Traumfiguren begegnet und verschiedene Rätsel lösen muss.

## Spielprinzip und Technik
The Institute ist ein Textadventure, das heißt, Umgebung und Geschehnisse werden als Bildschirmtext ausgegeben und die Visualisierung obliegt zum größten Teil der Fantasie des Spielers. Die Steuerung der Spielfigur erfolgt über Befehle, die der Spieler mittels der Tastatur eingibt und die von einem Parser abgearbeitet werden. Die Befehle sind in natürlicher Sprache gehalten und lassen den Spielcharakter mit seiner Umwelt interagieren. Der Spieler kann sich so durch die Spielwelt bewegen, Gegenstände finden, sie auf die Umgebung oder andere Gegenstände anwenden und mit NPCs kommunizieren. Mit fortschreitendem Handlungsverlauf werden weitere Orte der Spielwelt freigeschaltet. Der Parser kann ausschließlich aus zwei Wörtern bestehende, englische Befehle im Format Verb-Objekt verarbeiten (z. B. „open door“ oder „examine fence“). Die Spielanleitung enthält einige versteckte Lösungshinweise.

## Produktionsnotizen
The Institute verfügt über handgezeichnete Grafiken, die die Textbeschreibungen illustrieren. Die Umsetzung erfolgte für den TRS-80, C 64, Atari-8-Bit und Apple II. Geschrieben und produziert wurde das Adventure von Jyym und Robyn Pearson. Programmierer waren Norm Sailer und Pearson, die Grafiken stammten von Rick Incrocci. Die Firma Screenplay publizierte neben The Institute noch ein weiteres Adventure mit einer ähnlichen Handlung (Asylum, 1985).

## Rezeption
Im Antic Magazine wurden die über 60 handgezeichneten, comicartigen Grafiken des Spiels besonders hervorgehoben. Die Rätsel seien teilweise sehr schwierig, die Lösungen manchmal unlogisch. Insgesamt sei The Institute ein herausforderndes Adventure ("a real challenge in adventure gaming").